# Котрина Тетеревкова
Котрина Тетеревкова (23 січня 2002) — литовська плавчиня.
Учасниця Олімпійських Ігор 2020 року, де в півфіналі на дистанції 100 метрів брасом посіла 14-те місце і не потрапила до фіналу, а в попередніх запливах на дистанції 200 метрів брасом посіла 23-тє місце і не потрапила до півфіналів.